# Риу-Гранди
Риу-Гранди (порт. Rio Grande) — муниципалитет в Бразилии, входит в штат Риу-Гранди-ду-Сул. Составная часть мезорегиона Юго-восток штата Риу-Гранди-ду-Сул. Входит в экономико-статистический микрорегион Литорал-Лагунар. Население составляет 194 351 человек на 2007 год. Занимает площадь 2 813,907 км². Плотность населения — 69,0 чел./км².

## История
Город и форт основан в 1737 году. Здесь находилась столица капитании Рио Гранде де Сан Педро с момента её создания как отдельной административной единицы в 1760 году. 12 мая 1763 года город был занят в ходе военной экспедиции испанцев под руководством знаменитого полководца и впоследствии, первого вице-короля Рио-де-ла-Плата (вице-королевство) Педро де Себайоса. 6 июля 1767 года, после тяжёлых боёв, испанцы были вытеснены из города португальскими войсками. Административный центр капитании Рио Гранде де Сан Педро был перемещён отсюда в Виаман в 1766 году в связи с испанской оккупацией.

## Статистика
- Валовой внутренний продукт на 2004 год составляет 3.820.671.000,00 реалов (данные: Бразильский институт географии и статистики).
- Валовой внутренний продукт на душу населения на 2004 год составляет 19.716,00 реалов (данные: Бразильский институт географии и статистики).
- Индекс развития человеческого потенциала на 2000 год составляет 0,878 (данные: Программа развития ООН).

## География
Климат местности: субтропический. В соответствии с классификацией Кёппена, климат относится к категории Cfa.

## Известные уроженцы
- Лобату, Рита (1866—1954) — бразильский медик, первая женщина, получившая научную степень в Бразилии в области медицины.

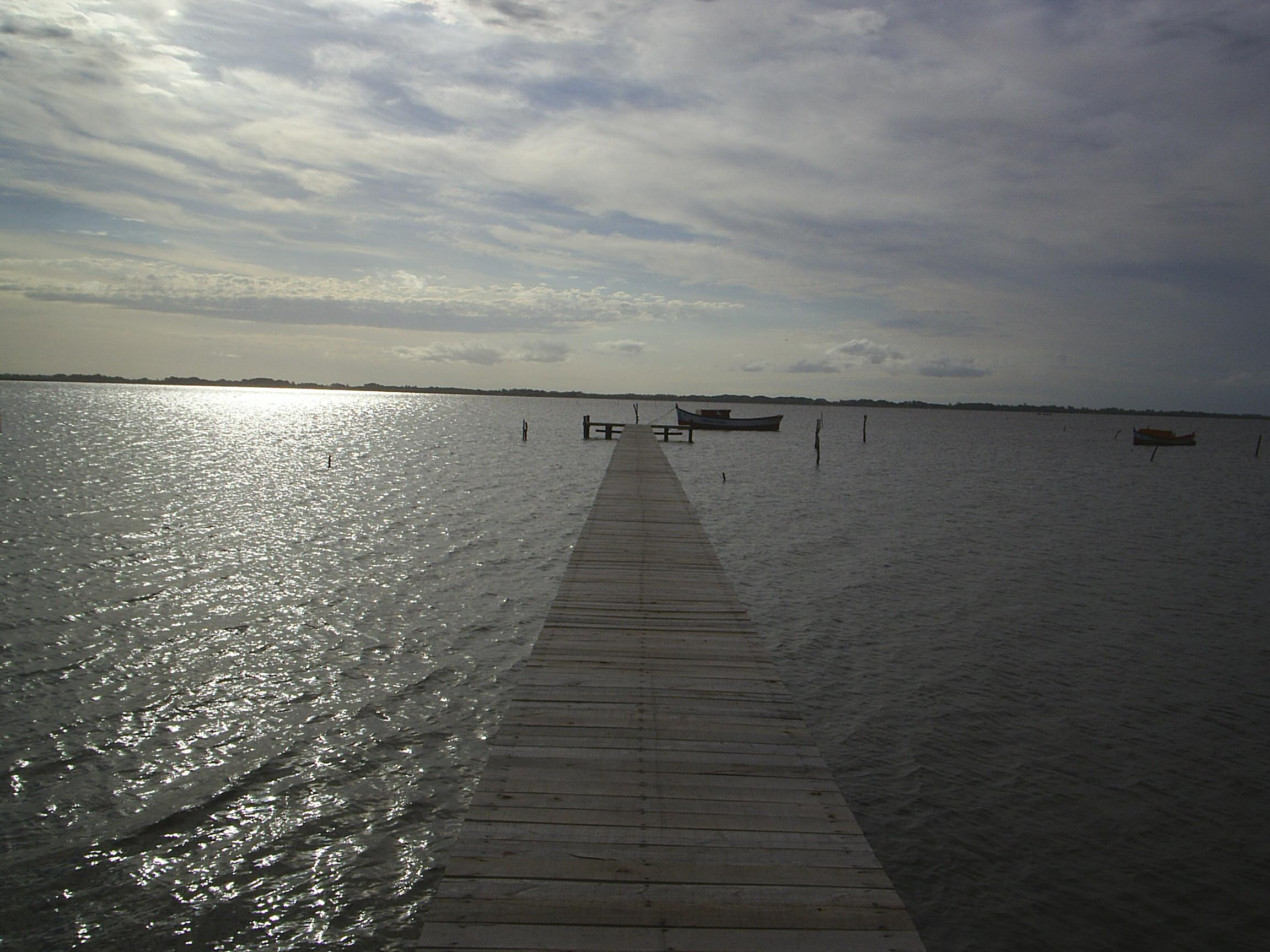

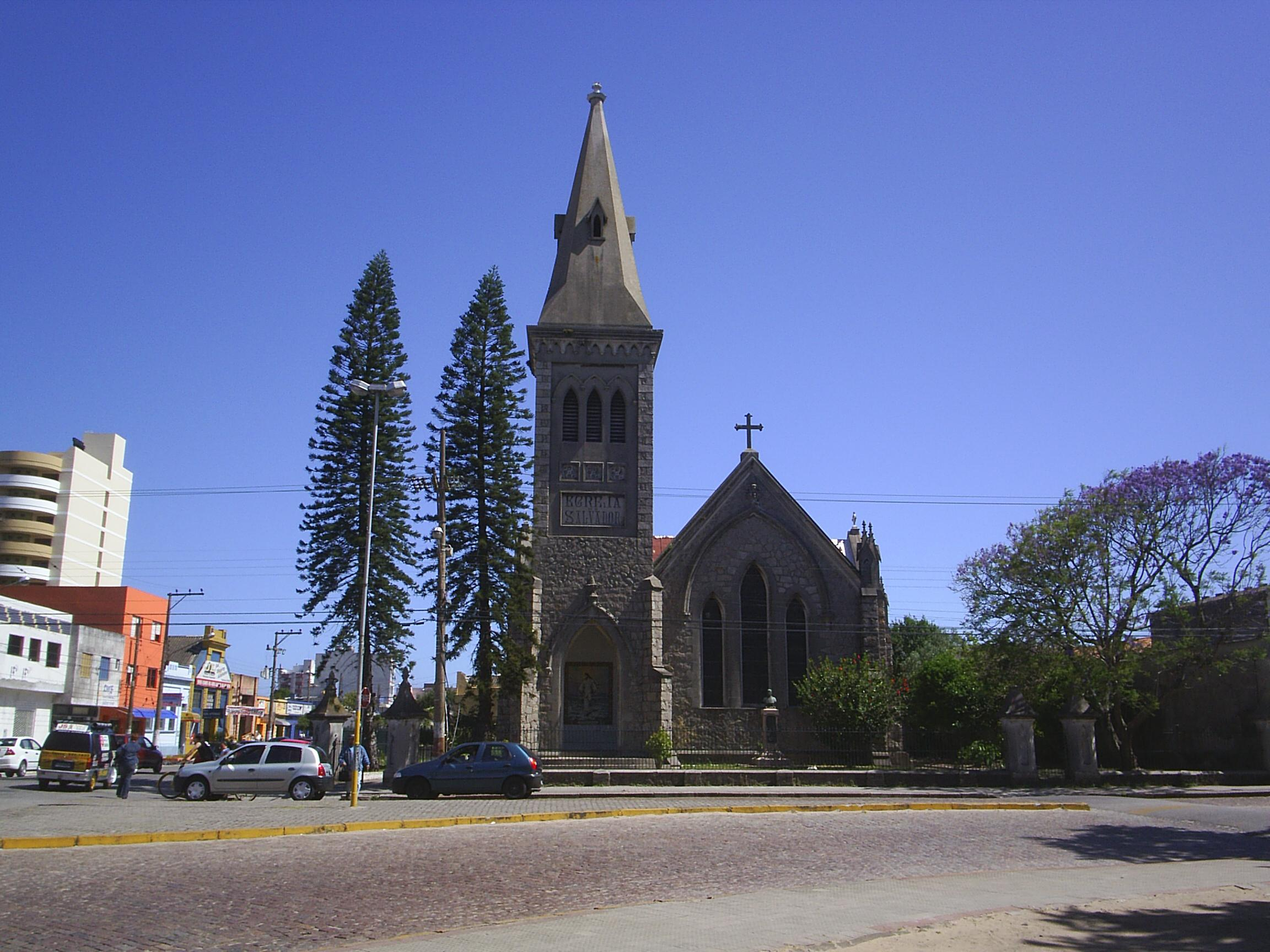
Собор